# Дау, Мелоди
Мелоди Дау (фр. Mélodie Daoust; род. 7 января 1992[…], Салаберри-де-Валлифилд, Квебек) — канадская хоккеистка, нападающий, двукратная олимпийская чемпионка (2014 и 2022) в составе сборной Канады. 
Чемпионка мира среди юниоров 2010 года. 
На начало 2014 года на клубном уровне играла за команду Университета Макгилла в одной из студенческих лиг Канады.
Начала играть в хоккей с пяти лет.